# Kress Elektrowerkzeuge

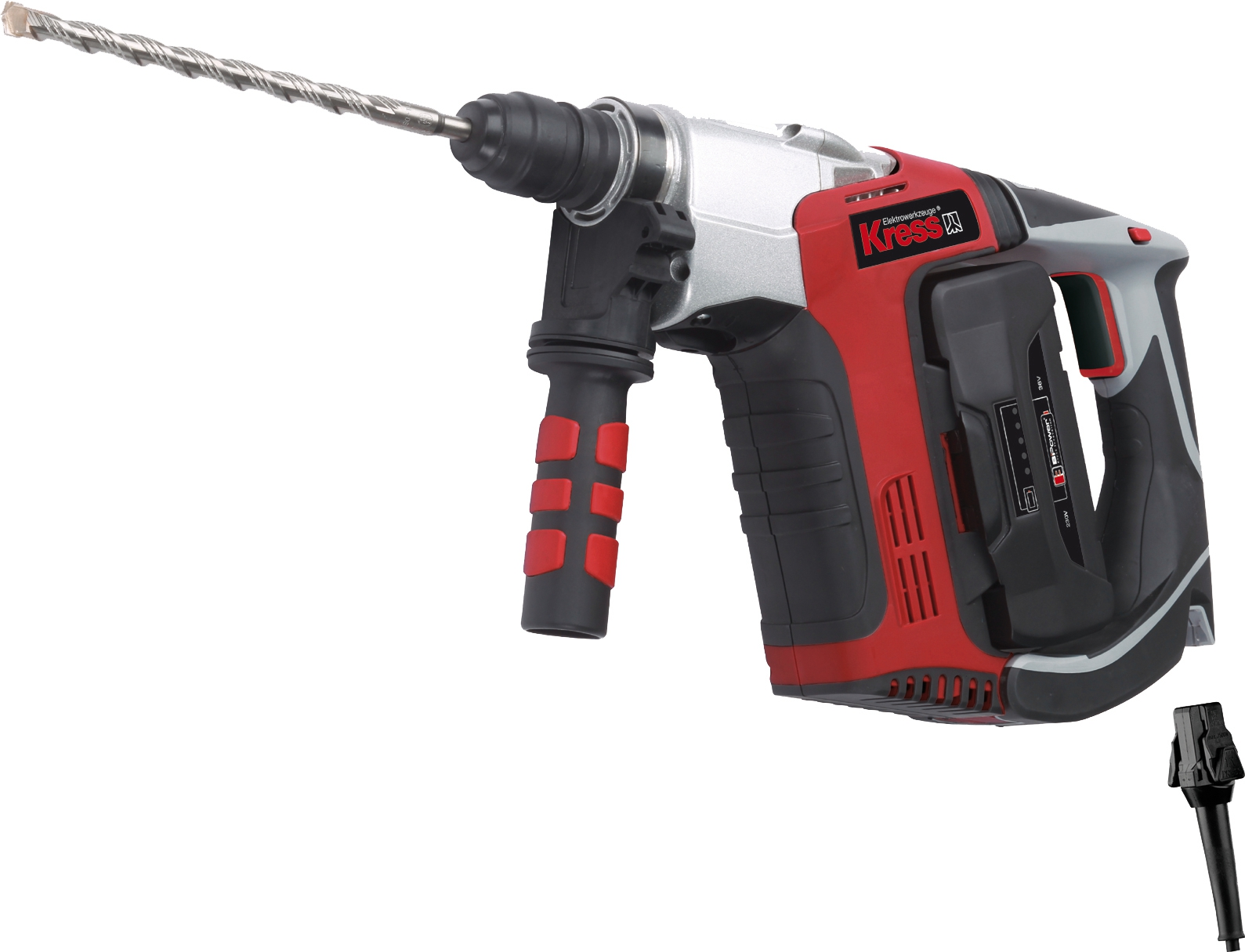
„360 BPS BiPower“-Bohrhammer

Die KRESS-elektrik GmbH & Co. KG war ein mittelständisches deutsches Unternehmen mit Sitz in Bisingen in Baden-Württemberg, das Elektrowerkzeuge entwickelte und produzierte. Das Unternehmen bestand von 1928 bis zum 30. April 2018. Die bekannten Fräsmotoren und Sondergeräte werden seitdem von der AMB-ELEKTRIK
GmbH am selben Standort weiter produziert.
Unter dem Markennamen Kress vertreibt heute die Firma Positec aus der VR China Elektrowerkzeug.

## Geschichte
1928 gründete Christian Kress in Lustnau bei Tübingen ein Elektroinstallationsgeschäft mit Werkstatt für Autoelektrik. 1929 begann Kress, Kleinmotoren für Gleich- und Wechselstrom zu entwickeln und herzustellen.
1960 wurde die neue Fabrik in Bisingen in Betrieb genommen, das Werk in Tübingen-Lustnau blieb jedoch noch bis 1982/83 bestehen. Kress war zunächst nur ein Zulieferbetrieb. 1964 begann Kress jedoch, stationäre Vielzweckmaschinen zum Bohren, Drechseln, Drehen, Hobeln, Sägen, Schleifen (Combylectric) und Bohrpistolen (Multylectric) herzustellen. Ab 1969 bot Kress eine komplette Familie von Elektrowerkzeugen zum Bohren, Sägen und Schleifen an.
1979 gründete Kress das Entwicklungs- und Produktionsunternehmen CEKA als Tochtergesellschaft der KRESS-Gruppe in Wattwil in der Schweiz. 2011 erfolgte die Trennung von der Tochterfirma im Rahmen eines Management-Buy-out bei CEKA. Zwischen 2001 und 2005 wurden Kress-Niederlassungen in Frankreich, Russland, Hongkong und Bulgarien gegründet.
Kress produziert Akku-Geräte, Bohrhämmer, Bohr- und Schlagbohrmaschinen sowie Winkelschleifer und Trockenbauschrauber für den Einsatz in den Zielgruppen Sanitär-, Elektro-, Trockenbau sowie Bauhandwerk. Kress war weltweit in über 60 Ländern vertreten und vertrieb seine Produkte über den Fachhandel, war aber auch OEM-Lieferant anderer Marken.
Mitte September 2012 stellte Kress einen Insolvenzantrag, nachdem sich die Umsätze im ersten Halbjahr 2012 nicht wie erwartet entwickelt hatten. Der Geschäftsbetrieb des Elektrowerkzeugeherstellers wurde seit dem 1. Februar 2013 fortgeführt. Neue Inhaber waren die Gesellschafter des Balinger Unternehmens Krug & Priester GmbH & Co.KG. Dieter C. Kress, der bereits seit 1998 im Amt war, blieb zunächst Geschäftsführer, wurde 2014 aber von Wolfgang und Sebastian Priester abgelöst.
Im Februar 2015 wurde bekannt, dass die Beteiligungsgesellschaft Callista Private Equity GmbH & Co KG 100 % der Anteile von Kress übernommen hat. In diesem Zusammenhang wurde Marc Zube (Chief Operations Officer von Callista) neuer Geschäftsführer von Kress. Im September 2015 übergab Zube den technischen Part der Geschäftsführung an Marc Gareis. Der aus Stuttgart stammende Ingenieur leitete zuvor ein Unternehmen für handgeführte Drehmoment-Schraubwerkzeuge – Lösomat, eine Tochter des Remscheider Werkzeugherstellers Gedore.
Zunächst sah der Fortbestand des Unternehmens positiv aus, es wurden in kurzer Zeit neue Gerätevarianten entwickelt; letztlich scheiterte er jedoch an der Finanzierungsbereitschaft der Investoren in neue Maschinen und Produkte. Im Mai 2016 musste das Unternehmen erneut Insolvenz beantragen.
Oktober 2017 teilte die Geschäftsführung das baldige Ende der Produktion mit, da das Unternehmen nicht in der Lage sei, den Insolvenzplan zu erfüllen.
Im Rahmen der Investorensuche durch den Insolvenzverwalter wurde der Markenname Kress an das asiatische Unternehmen Positec (Worx) verkauft. Der Registereintrag beim Deutschen Patent- und Markenamt ist auf den 4. Juli 2017 datiert. Seitdem werden auf der Website www.kress-elektrik.de Rasenmäher unter dem Namen Kress angeboten. Diese Geräte haben – außer dem Namen – nichts mit den original Kress Elektrowerkzeugen aus Bisingen gemeinsam.
Die Herstellung der bekannten Kress Fräsmotoren und Ersatzteile für Kress Elektrowerkzeuge wird unter der Marke AMB-ELEKTRIK am Standort in Bisingen fortgeführt.